# União das Freguesias de Nunes e Ousilhão
União das Freguesias de Nunes e Ousilhão, kurz UF Nunes e Ousilhão ist eine Gemeinde (Freguesia) im portugiesischen Kreis von Vinhais, in der Region Trás-os-Montes.
Die Gemeinde hat 257 Einwohner und eine Fläche von 21,49 km² (Stand nach Zahlen vom 30. Juni 2011).
Sie entstand im Zuge der Administrative Neuordnung in Portugal 2013 am 29. September 2013 durch Zusammenschluss der Gemeinden Nunes und Ousilhão. Sitz der neuen Gemeinde wurde Nunes.